# الجيش الخامس (فيرماخت)
الجيش الخامس (بالألمانية: 5. Armee)‏ كان جيشًا ميدانيًا من الفيرماخت خلال الحرب العالمية الثانية .

## التاريخ
تأسس الجيش الخامس في 25 أغسطس 1939 في المنطقة العسكرية السادسة بقيادة الجنرال كورت ليبمان، وكان مسؤولًا عن الدفاع عن خط سيغفريد بالقرب من ترير كجزء من مجموعة الجيوش سي اعتبارًا من 3 سبتمبر، وتم تكليف الجيش بقوات حدود أيفل (الفرقة 86 وحدود ترير والفرقة 26 والفرقة 227 ) وفيلق الجيش السادس ( الفرقة 16 والفرقة 216 والفرقة 69 والفرقة 211). كما تضمنت فرق المشاة 268 و58 و87 و78 في احتياطي الجيش. خلال هذه الفترة المعروفة باسم الحرب الزائفة ، لم يتم اتخاذ أي إجراء على قطاعها من خط سيغفريد. تم نقله في 13 أكتوبر إلى الشرق كمركز القيادة العليا لقسم الحدود
(بالألمانية: Oberkommando Grenzabschnitt Mitte). خدم الأخير كقوة أمنية في بولندا المحتلة، وفي 4 نوفمبر 1939 أعيدت تسميته بالجيش الثامن عشر . 

## القادة
|  | {{{officeholder}}} |

### اقتباسات
1. ↑  Tessin 1965.

### فهرس
- Tessin، Georg (1965). Die Landstreitkräfte 1—5. Frankfurt/Main: E.S. Mittler. {{استشهاد بكتاب}}: |عمل= تُجوهل (مساعدة)